# Вольная борьба на летних Олимпийских играх 1968 — до 87 кг
Соревнования по вольной борьбе в рамках Олимпийских игр 1968 года в среднем весе (до 87 килограммов) прошли в Мехико с 17 по 29 октября 1968 года в «Ice Rink of the Insurgents».
Турнир проводился по системе с начислением штрафных баллов.
- 0 штрафных очков в случае чистой победы или дисквалификации противника, а также неявки;
- 0,5 штрафных очка в случае победы ввиду явного технического превосходства (на восемь и более баллов);
- 1 штрафное очко в случае победы по баллам (с разницей менее восьми баллов);
- 2 штрафных очка в случае результативной ничьей;
- 2,5 штрафных очка в случае безрезультатной ничьей (пассивной ничьей);
- 3 штрафных очка в случае поражения по баллам (с разницей менее восьми баллов);
- 3,5 штрафных очка в случае поражения ввиду явного технического превосходства соперника (на восемь и более баллов);
- 4 штрафных очка в случае чистого поражения или дисквалификации а также неявки.

Схватки проводились в несколько кругов. После каждого круга борцы, набравшие в сумме 6 и более штрафных баллов, выбывали из соревнования. После того, как оставалось трое борцов, они выходили в финал, где проводили встречи между собой. Встречи между финалистами, состоявшиеся в предварительных схватках, шли в зачёт. Схватка по регламенту турнира продолжалась 9 минут в три трёхминутных периода, в партер ставили менее активного борца. Мог быть назначен овертайм. 
В среднем весе боролись 22 участника. Самым молодым участником был 18-летний Роберт Нихон, самым возрастным 37-летний Хулио Граффинья. Борис Гуревич, чемпион мира и Европы 1967 года рассматривался как явный фаворит; конкуренцию ему мог составить действующий олимпийский чемпион, чемпион мира 1963 и 1966 гг. Продан Гарджев, а также чемпион мира 1961, 1962 и 1965 гг. Мансур Мехдизаде. Борьба за выход в финал затянулась, и в результате формально финала не было вообще. К седьмому кругу с большим отрывом лидировал Борис Гуревич. Исходя из турнирного положения, он почти безопасно мог позволить себе даже поражение по очкам во встрече с Гарджевым, так как такое поражение оставляло его в турнире, а Гарджев выбывал. Учитывая тот факт, что во второй паре, где боролись Жигжидийн Мунхбат и Томас Пекхэм лишь чистая победа одного из борцов оставляла его в турнире, было много шансов, что турнир закончится в седьмом круге с единственным невыбывшим борцом Борисом Гуревичем. Так и получилось: Гуревич свёл свою встречу с Гарджевым вничью, а все остальные борцы выбыли. Гуревич стал победителем, а остальные призовые места распределились по количеству штрафных баллов.

## Призовые места
- Борис Гуревич (URS)
- Жигжидийн Мунхбат (MGL)
- Продан Гарджев (BUL)

## Первый круг
| Штрафных баллов | Участник 1              | Результат   | Участник 2                  | Штрафных баллов |
| --------------- | ----------------------- | ----------- | --------------------------- | --------------- |
| 1               | Хулио Граффинья (ARG)   | Туше (0:37) | Гулам Дастагир (AFG)        | 3               |
| 2               | Томас Пекхэм (USA)      | Ничья       | Продан Гарджев (BUL)        | 2               |
| 1               | Франциск Балла (ROU)    | По очкам    | Мансур Мехдизаде (IRI)¹     | 3               |
| 1               | Геза Холлоши (HUN)      | По очкам    | Умберто Марчеггьяни (ITA)   | 3               |
| 1               | Рон Гринстид (GBR)      | По очкам    | Робер Шамберо (CAN)         | 3               |
| 0               | Борис Гуревич (URS)     | Туше (1:59) | Роберт Нихон (BAH)          | 4               |
| 2,5             | Ян Выпиржук (POL)       | Ничья       | Сигэру Эндо (JPN)           | 2,5             |
| 1               | Лупе Лара (CUB)         | По очкам    | Эрнст Кнолль (FRG)          | 3               |
| 2               | Жан-Мари Шардонне (SUI) | Ничья       | Рауль Гарсия (MEX)          | 2               |
| 1               | Жигжидийн Мунхбат (MGL) | По очкам    | Петер Дёринг (GDR)          | 3               |
| 0               | Хюсейн Гюрсой (TUR)     | Туше (1:45) | Хосе Мануэль Эрнандес (GUA) | 4               |

¹ Снялся с соревнований

## Второй круг
| Штрафных баллов | Участник 1                | Результат                     | Участник 2                  | Штрафных баллов |
| --------------- | ------------------------- | ----------------------------- | --------------------------- | --------------- |
| 2               | Продан Гарджев (BUL)      | Туше (1:16)                   | Гулам Дастагир (AFG)        | 7               |
| 3               | Томас Пекхэм (USA)        | По очкам                      | Хулио Граффинья (ARG)       | 4               |
| 5               | Франциск Балла (ROU)      | Дисквалификация (пассивность) | Геза Холлоши (HUN)¹         | 5               |
| 3,5             | Умберто Марчеггьяни (ITA) | За явным превосходством       | Робер Шамберо (CAN)         | 6,5             |
| 1               | Рон Гринстид (GBR)        | Туше (4:33)                   | Роберт Нихон (BAH)          | 8               |
| 0               | Борис Гуревич (URS)       | Туше (10:36)                  | Ян Выпиржук (POL)           | 6,5             |
| 3,5             | Сигэру Эндо (JPN)         | По очкам                      | Эрнст Кнолль (FRG)          | 6               |
| 2               | Лупе Лара (CUB)           | По очкам                      | Жан-Мари Шардонне (SUI)     | 5               |
| 1               | Жигжидийн Мунхбат (MGL)   | Туше (1:17)                   | Рауль Гарсия (MEX)          | 6               |
| 3               | Петер Дёринг (GDR)        | Туше (0:37)                   | Хосе Мануэль Эрнандес (GUA) | 8               |
| 0               | Хюсейн Гюрсой (TUR)       | Пропускал                     |                             |                 |

¹ Снялся с соревнований

## Третий круг
| Штрафных баллов | Участник 1              | Результат               | Участник 2                | Штрафных баллов |
| --------------- | ----------------------- | ----------------------- | ------------------------- | --------------- |
| 1               | Хюсейн Гюрсой (TUR)     | По очкам                | Хулио Граффинья (ARG)     | 7               |
| 2               | Продан Гарджев (BUL)    | Туше (6:54)             | Франциск Балла (ROU)      | 9               |
| 3               | Томас Пекхэм (USA)      | Туше (1:39)             | Умберто Марчеггьяни (ITA) | 7,5             |
| 0,5             | Борис Гуревич (URS)     | За явным превосходством | Рон Гринстид (GBR)        | 4,5             |
| 4,5             | Сигэру Эндо (JPN)       | По очкам                | Лупе Лара (CUB)           | 5               |
| 1,5             | Жигжидийн Мунхбат (MGL) | За явным превосходством | Жан-Мари Шардонне (SUI)   | 8,5             |
| 3               | Петер Дёринг (GDR)      | Пропускал               |                           |                 |

## Четвёртый круг
| Штрафных баллов | Участник 1              | Результат               | Участник 2         | Штрафных баллов |
| --------------- | ----------------------- | ----------------------- | ------------------ | --------------- |
| 2               | Хюсейн Гюрсой (TUR)     | По очкам                | Петер Дёринг (GDR) | 6               |
| 2,5             | Продан Гарджев (BUL)    | За явным превосходством | Рон Гринстид (GBR) | 8               |
| 3               | Томас Пекхэм (USA)      | Туше (1:19)             | Сигэру Эндо (JPN)  | 8,5             |
| 0,5             | Борис Гуревич (URS)     | Туше (0:49)             | Лупе Лара (CUB)    | 9               |
| 1,5             | Жигжидийн Мунхбат (MGL) | Пропускал               |                    |                 |

## Пятый круг
| Штрафных баллов | Участник 1              | Результат | Участник 2           | Штрафных баллов |
| --------------- | ----------------------- | --------- | -------------------- | --------------- |
| 3,5             | Жигжидийн Мунхбат (MGL) | Ничья     | Продан Гарджев (BUL) | 4,5             |
| 5               | Томас Пекхэм (USA)      | Ничья     | Хюсейн Гюрсой (TUR)  | 4               |
| 0,5             | Борис Гуревич (URS)     | Пропускал |                      |                 |

## Шестой круг
| Штрафных баллов | Участник 1           | Результат | Участник 2              | Штрафных баллов |
| --------------- | -------------------- | --------- | ----------------------- | --------------- |
| 2,5             | Борис Гуревич (URS)  | Ничья     | Жигжидийн Мунхбат (MGL) | 5,5             |
| 5,5             | Продан Гарджев (BUL) | По очкам  | Хюсейн Гюрсой (TUR)     | 7               |
| 5               | Томас Пекхэм (USA)   | Пропускал |                         |                 |

## Седьмой круг
| Штрафных баллов | Участник 1              | Результат | Участник 2           | Штрафных баллов |
| --------------- | ----------------------- | --------- | -------------------- | --------------- |
| 4,5             | Борис Гуревич (URS)     | Ничья     | Продан Гарджев (BUL) | 7,5             |
| 6,5             | Жигжидийн Мунхбат (MGL) | По очкам  | Томас Пекхэм (USA)   | 8               |